# Piratería de videojuegos
La piratería de videojuegos, una forma de infracción de derechos de autor, es la copia y distribución no autorizadas de software de videojuegos. A menudo se cita como un problema importante que enfrentan los editores de videojuegos al distribuir sus productos, debido a la facilidad de poder descargar juegos a través de sitios web de torrents o DDL. Las empresas a menudo intentan contrarrestar la piratería utilizando avisos de eliminación de DMCA, aunque su efectividad varía mucho. El UKIE informó que la piratería de consolas utilizando consolas de videojuegos modificadas ascendió a £ 1.45 mil millones en ventas perdidas para 2010. Taiwán, China y Malasia son conocidos como los principales centros de fabricación y distribución de juegos pirateados, mientras que Hong Kong y Singapur son los principales importadores.

## Medidas antipiratería
El uso de la protección anticopia ha sido habitual en toda la historia de los videojuegos. Una de las formas más típicas de hacerlo es asignar una clave de serie a la copia particular del juego, de modo que solo se pueda activar ingresando la serie. Sin embargo, esto a menudo se evita a través del craking o mediante el uso de un keygen.
Los intentos más recientes para obstaculizar la piratería han incluido herramientas DRM. Esto incluye plataformas de distribución digital de videojuegos, como Steam. Steam ofrece características como descargas aceleradas, guardados en la nube, parches automáticos y logros que las copias pirateadas no tienen, lo que hace que la piratería sea menos atractiva. También permite a los desarrolladores revocar las claves del juego robadas. Otra medida es hacer que los juegos requieran autenticación en línea persistente (estar siempre conectado a internet), lo cual suele ser foco de críticas por parte de la comunidad.
La tienda de juegos digitales GOG.com vende juegos sin DRM, con la idea de que los jugadores deberían ser dueños de sus juegos. Gabe Newell, creador de Steam, ha declarado que crear "valor de servicio" desalienta la piratería más que agregar DRM adicional.

## Emulación y piratería
Históricamente, las compañías de videojuegos han culpado a los emuladores de videojuegos por la piratería, a pesar del hecho de que cualquiera puede crear su propia imagen ROM legal a partir de los medios originales. El historiador de videojuegos Frank Cifaldi culpó de la demonización de los emuladores a la Connectix Virtual Game Station, un emulador comercial que los piratas informáticos rompieron fácilmente para reproducir imágenes ISO pirateadas de juegos de PlayStation, lo que llevó a una demanda de Sony. Las compañías continuaron temiendo que los emuladores fomentaran la piratería. Esto ha creado un debate a largo plazo sobre la emulación, ya que muchos de ellos están agotados, los videojuegos solo se pueden jugar a través de ROM, y los emuladores son el único reemplazo para las consolas de videojuegos desaparecidas. Además, incluso los remasterizadores y remakes modernos de juegos más antiguos a menudo pueden verse muy alterados, a veces de una manera que cambia todo el juego. Por ejemplo, Crash Bandicoot N-Sane Trilogy tenía un motor de física reescrito , que requería que los jugadores hicieran saltos más precisos.
Algunas compañías todavía consideran que los emuladores infringen los derechos de autor, como cuando Atlus intentó eliminar la página Patreon de un emulador de PlayStation 3, RPCS3, después de argumentar que permitir que se jugara Persona 5 en él lo convirtió en un software ilegal. Sin embargo, Patreon no estuvo de acuerdo con la postura de la compañía y permitió la página siempre que se eliminaran las referencias al juego.
A pesar de las críticas de larga data a los emuladores en la industria del juego, las propias empresas han utilizado la emulación para ejecutar juegos comerciales. Nintendo opera la consola virtual, lo que permite a las personas comprar y jugar ciertos juegos a través de la emulación. Los piratas informáticos descubrieron que PaRappa the Rapper Remastered era en realidad la versión de PSP de 2007 que se ejecutaba con texturas mejoradas en un emulador "oficial", que luego hicieron ingeniería inversa y utilizaron para jugar otros juegos de PSP.

## Modding y piratería

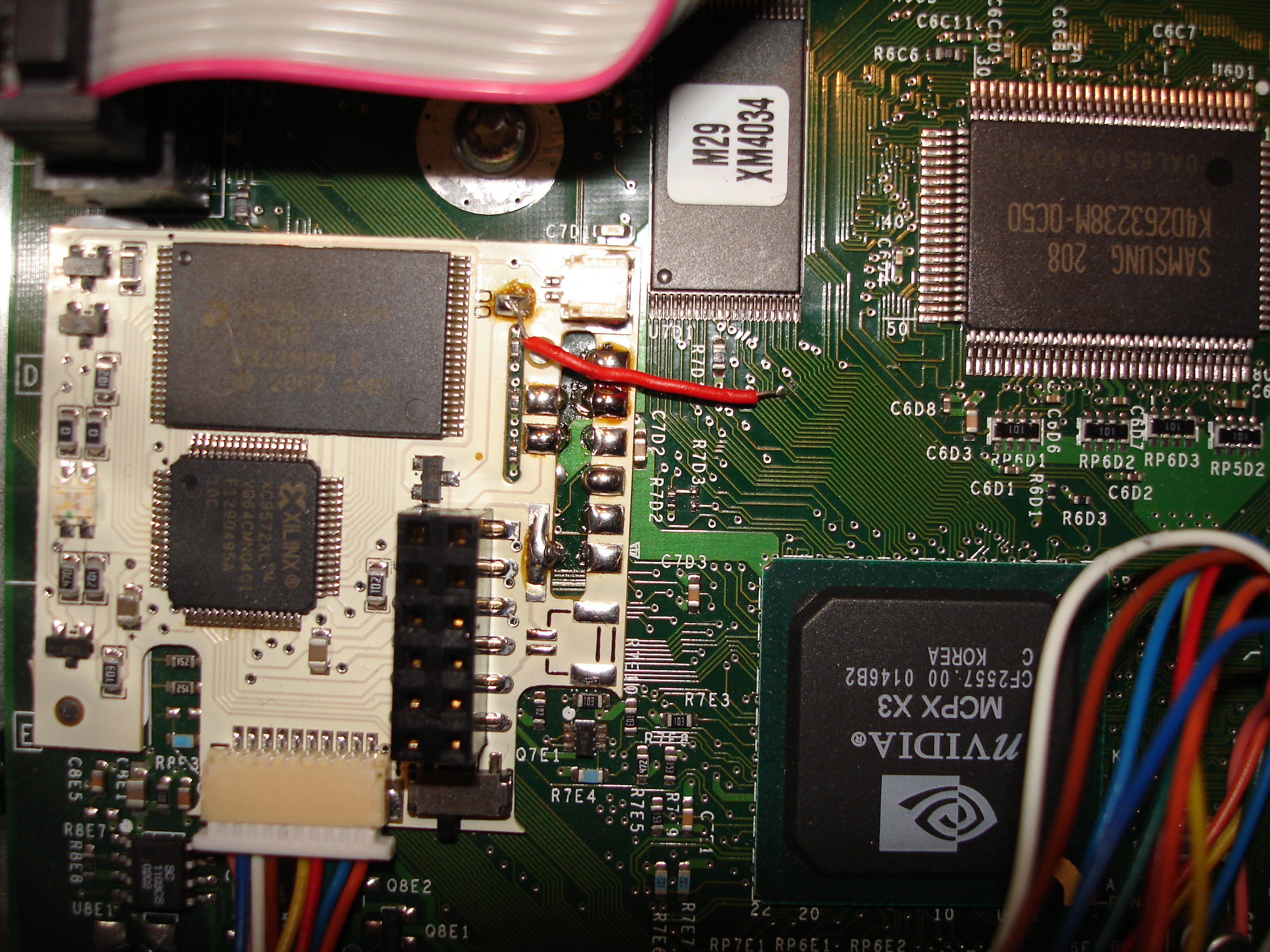
Xbox con un modchip

Se ha culpado a las consolas modificadas por permitir la piratería al eludir el DRM, a pesar de permitir también que se jueguen videojuegos caseros legales o copias de seguridad en un sistema modificado. Empresas como Nintendo se coordinan con las agencias policiales para rastrear y confiscar modchips para sus consolas, como en la Operación Tangled Web de 2007. El mismo año, Nintendo también comenzó una ofensiva contra los comerciantes de cartuchos flash R4, que podrían usarse para reproducir ROM pirateadas en la Nintendo DS, y en 2009 el dispositivo fue declarado ilegal para vender o importar a Japón, entre otros países.